# Ivar Must

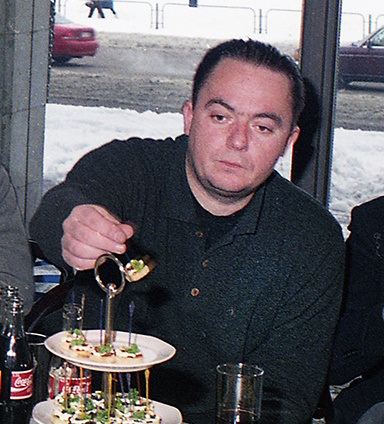
Must, 1996

Ivar Must (* 7. Mai 1961 in Tallinn) ist ein estnischer Komponist und Musikproduzent.

## Leben und Musik
Ivar Must wurde unter dem russischen Namen Igor Tsõganov (russisch Игорь Цыганов) geboren. Noch während des Bestehens der Estnischen SSR estnisierte die Familie den Nachnamen in Must.
Er besuchte die 26. Mittelschule in der estnischen Hauptstadt Tallinn. Ab 1978 studierte er Chorleitung und Klavier an der Musikschule „Georg Ots“ in Tallinn. 1981 schrieb er sich am Pädagogischen Institut in Tallinn im Fach Orchesterleitung an. Das Studium blieb allerdings unbeendet.
Von 1985 bis 1990 spielte Must Klavier in der estnischen Band „Lainer ja Nemo“. Mit dem Ende der Sowjetunion ging Must nach Finnland. Von 1990 bis 1994 spielte er als Musiker in verschiedenen Restaurants. Daneben komponierte und produzierte er Musik.
1994 nahm er als Komponist erstmals am Eurovision Song Contest teil. Sein Lied Nagu merelaine belegte in Dublin den vorletzten Platz. Eng arbeitete Must in der Folgezeit mit mehreren estnischen Band wie „Tiiu“, „Miss II Miss“ und „2XL“ zusammen.
Seinen bislang größten musikalischen Erfolg konnte Must beim Eurovision Song Contest 2001 erzielen. Er schrieb die Musik zu dem estnischen Siegertitel Everybody, der von Tanel Padar und Dave Benton aufgeführt wurde.
Im Herbst 2011 wurde gegen Musts Label Ivar Must Production OÜ ein Insolvenzverfahren eingeleitet.

## Privatleben
Ivar Must ist mit Enel Eha verheiratet. Das Paar hat eine Tochter.